# Sárhida
Sárhida ist eine Gemeinde im Kreis Zalaegerszeg, der im Komitat Zala im Westen Ungarns liegt.

## Geografische Lage
Sárhida liegt fünf Kilometer südlich der Stadt Zalaegerszeg. Nachbargemeinden sind Bocfölde, Bak und Gellénháza. 

## Sehenswürdigkeiten
- Römisch-katholische Kirche Szent Őrangyalok, erbaut 1906

## Gemeindepartnerschaften
- Blatná na Ostrove, Slowakei
- Dumbrăvioara, Rumänien
- Оросієве, Ukraine
- Șapartoc, Rumänien

## Söhne und Töchter der Gemeinde
- Ottó Foky (1927–2012), Graphiker und Trickfilmregisseur

## Verkehr
Durch Sárhida verläuft die Landstraße Nr. 7410 und östlich parallel dazu die Hauptstraße Nr. 74. Die Gemeinde ist angebunden an die Eisenbahnstrecke von Zalaegerszeg nach Rédics.